# Cattedrale di San Nicola (Mariupol')
La Cattedrale di San Nicola è stata una cattedrale in stile russo-bizantino situata nel cuore della città di Mariupol' in Ucraina.
La cattedrale, dedicata a San Nicola di Bari, è stata costruita tra il 1989 e il 1991 sul progetto degli architetti A. D. Kljujew e N. J. Erenburg. I dipinti nella chiesa sono stati realizzati dall'artista S. O. Barannyk  (nato il 21 novembre 1952 a Aleksandrovsk-Sachalinskij). Nel marzo 2022 l'edificio è stato distrutto durante l'invasione russa.

## Galleria d'immagini

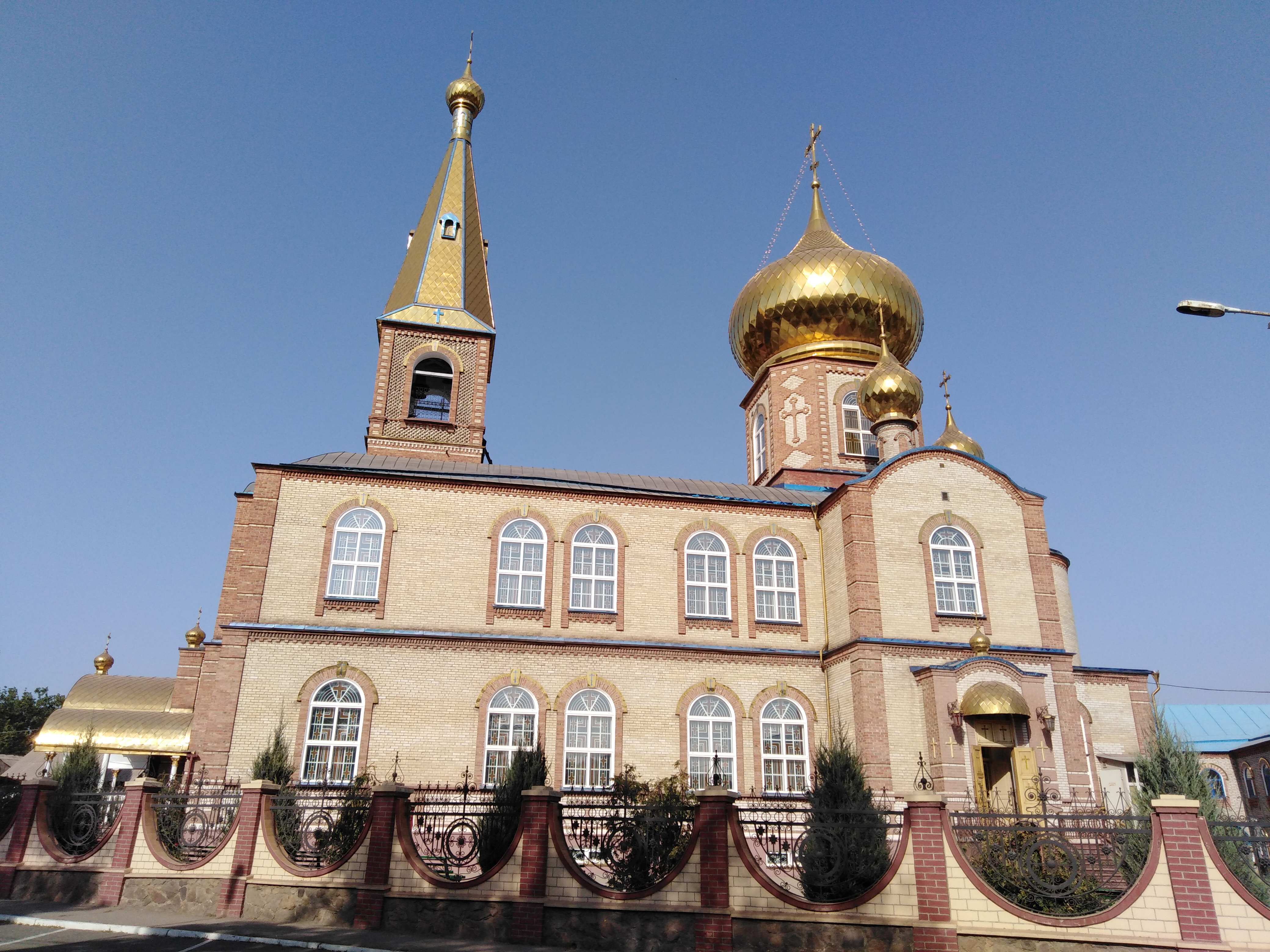
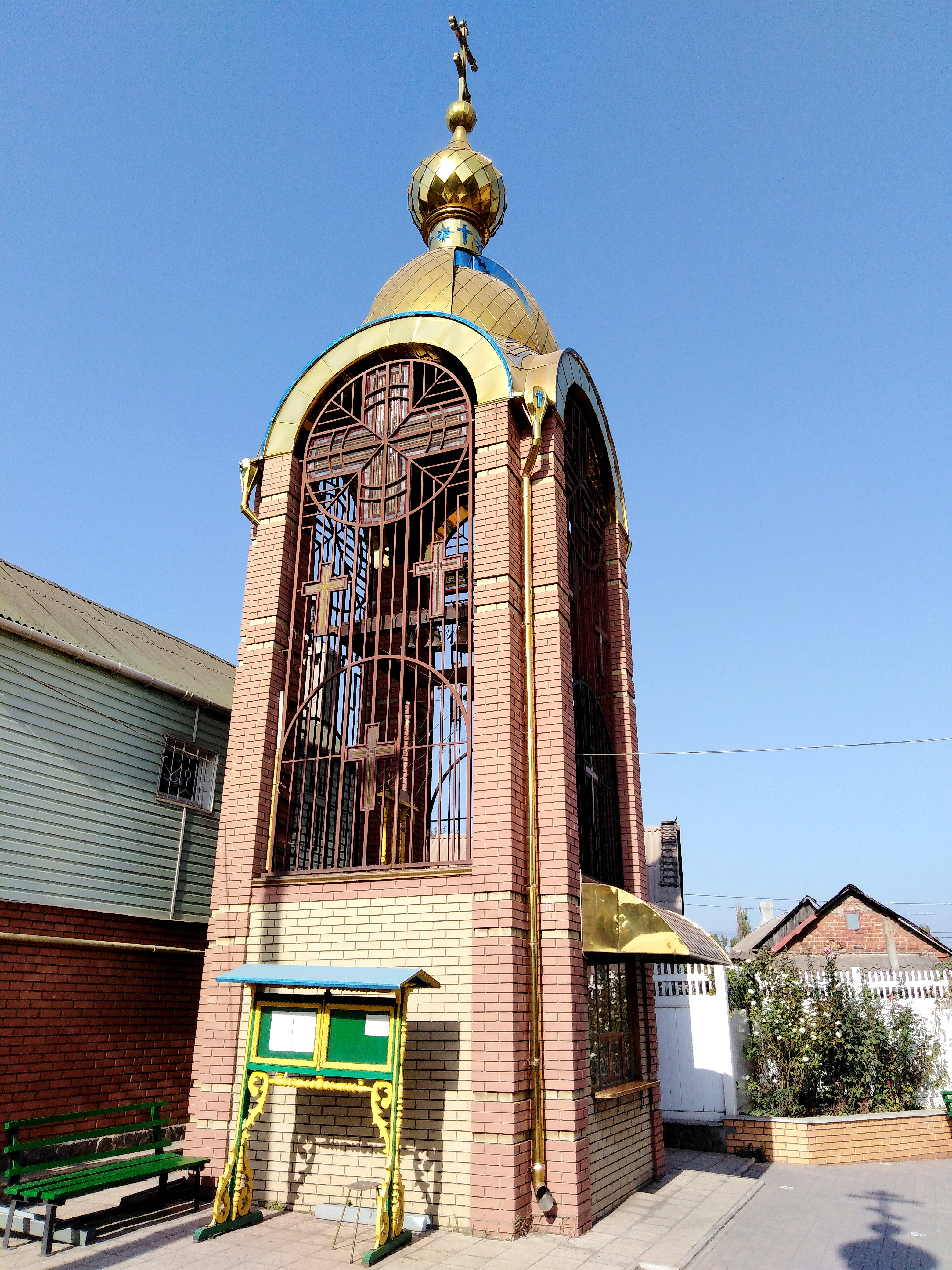